# Flygande matta

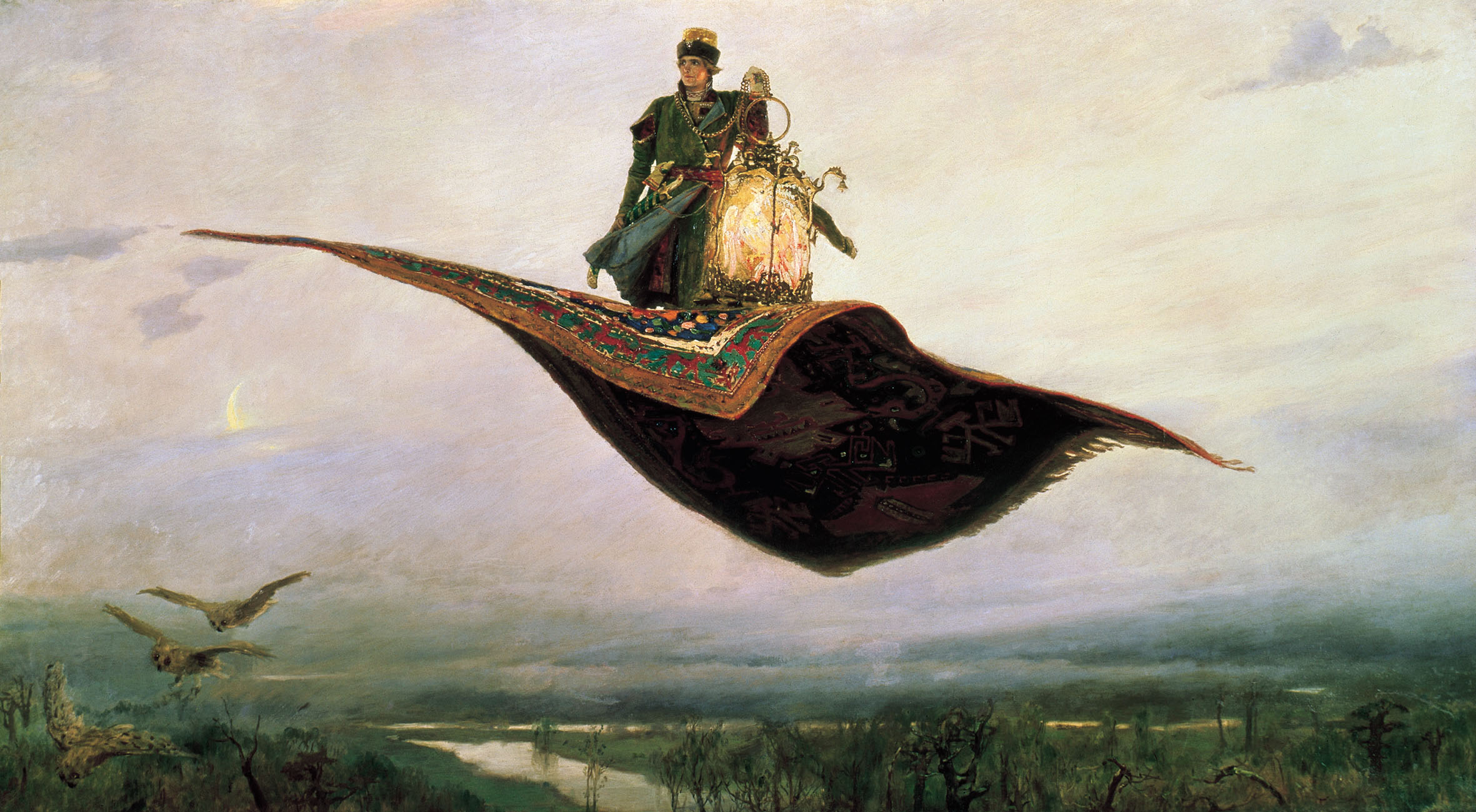
Den flygande mattan av Viktor Vasnetsov (1880).

En flygande matta är en magisk matta i främst arabiska och persiska berättelser, som används som transportmedel.
Sagor med flygande mattor nådde västvärlden med Tusen och en natt. Där finns tre berättelser om prins Husseins matta, till synes en vanlig matta men som kunde flyga.
Kung Salomo hade enligt vissa judiska myter en flygande matta[källa behövs] vävd av grönt silke med gyllene inslag, så stor att han kunde samla sin 40 000 man stora armé på den, och så snabb att han kunde äta frukost i Damaskus och middag i Medien.
Flygande mattor återkommer i modern kultur, ofta i anslutning till arabisk och persisk mystik. Ture Sventon har en flygande matta som han har köpt av sin arabiske kompanjon Herr Omar. I J.K. Rowlings böcker om Harry Potter är flygande mattor ett alternativ till kvast som transportmedel, populärt i länderna runt Sidenvägen. I Disneys tecknade film Aladdin och efterföljande tecknade TV-serie finns den flygande mattan Mattson. Någon matta finns dock inte med i Tusen och en natts berättelse om Aladdin.

### Fotnoter
1. ↑  Anders Wallerius (28 december 2007). ”Flygande mattan lyfter” (på svenska). Ny teknik. https://www.nyteknik.se/innovation/flygande-mattan-lyfter-6410367. Läst 13 oktober 2018.